# Charb

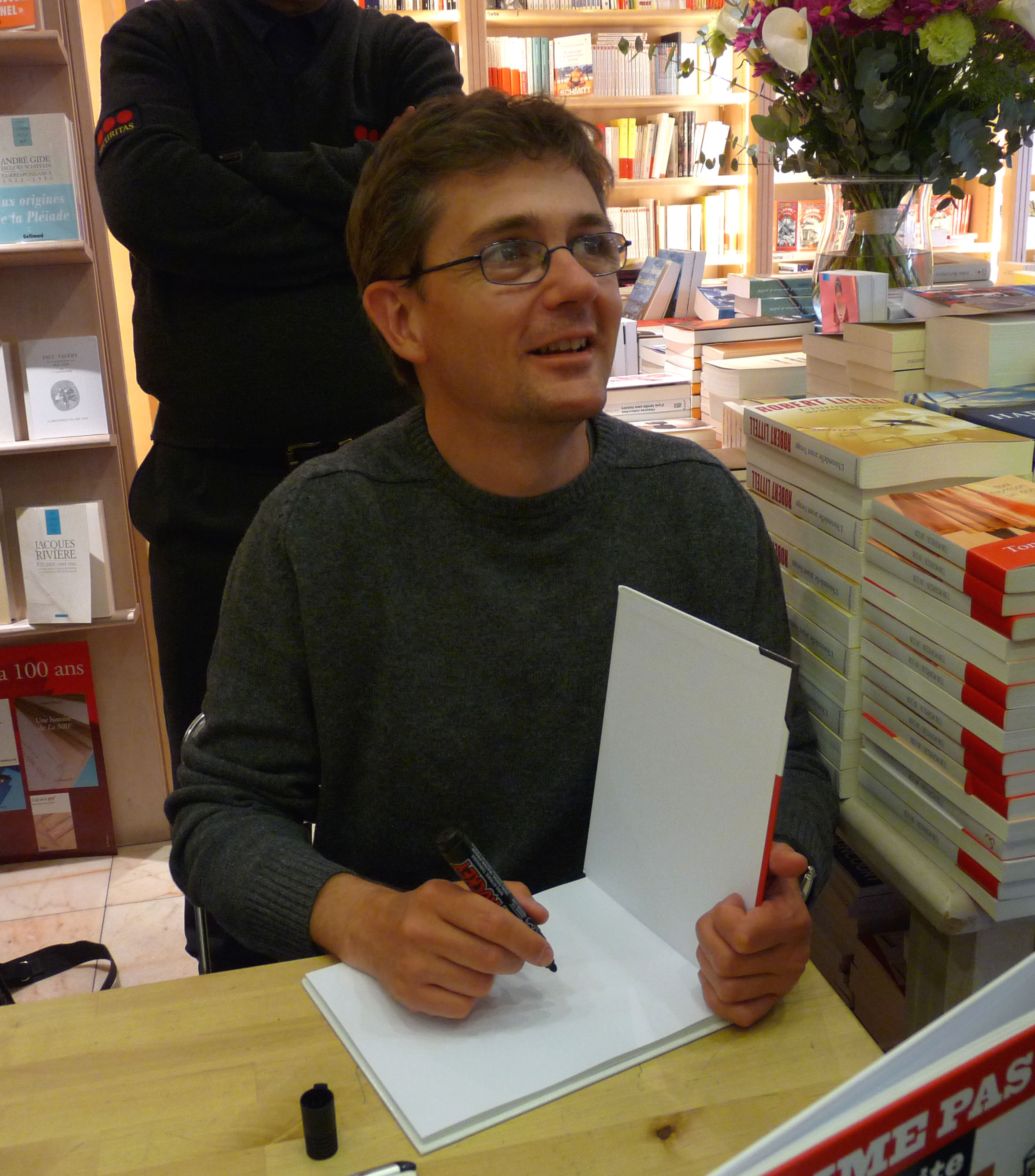
Charb em Strasbourg, 2009

Stéphane Charbonnier, mais conhecido como Charb (Conflans-Sainte-Honorine, 21 de agosto de 1967 – Paris, 7 de janeiro de 2015), foi um caricaturista e jornalista francês. Desde de 2009, Charb era o director da publicação do jornal satírico francês Charlie Hebdo até a sua morte no massacre do Charlie Hebdo.
Sua carreira foi marcada por tiras com críticas ao governo, às religiões, ao racismo, etc. 
Maurice et Patapon são duas personagens habituais de Charb, Maurice é um cachorro bissexual e anarquista que gosta de sexo anal e das fezes; Patapon é um gato assexual, fascista, ultra-capitalista que gosta da morte e do sofrimento (dos outros). Charb também era ligado ao Partido Comunista Francês. Em 2013, após a publicação da charge de Maomé, ele foi colocado na lista de mais procurados da organização terrorista Al-Qaeda. No Brasil, Charb teve charges publicadas no livro Marx, Manual de Instruções, da editora Boitempo, em 2013.
Charb participava também ao jornal Mon Quotidien um jornal para os jovens de 10-14 anos.
Foi colocado sob protecção policial, após ser ameaçado de morte depois da publicação de caricaturas de Maomé. Seu nome e seu retrato figuravam, junto com outras oito pessoas, numa lista de personalidades "procuradas mortas ou vivas, por crimes contra o Islã", publicada em 2013 pela revista jihadista Inspire.

## Publicações
- Je suis très tolérant, MC Productions / Charb, 1996
- fr:Maurice et Patapon, Volumes I (2005)  II (2006), III (2007), IV (2009), fr:Hoebeke
- Attention ça tache, Casterman, 2004 (with foreword by fr:Philippe Geluck)
- Charb n'aime pas les gens: chroniques politiques, 1996-2002, Agone, 2002
- Collectif, Mozart qu'on assassine, Albin Michel, 2006, with fr:Catherine Meurisse, fr:Riss, Luz, fr:Tignous et Jul
- J'aime pas les fumeurs, Hoëbeke, 2007
- J'aime pas la retraite, 2008 (with fr:Patrick Pelloux)
- C'est la Faute à la société, 12 bis, 2008
- Dico Sarko, éditions 12 bis, 2008
- Le Petit Livre rouge de Sarko, 12 bis, 2009
- Eternuer dans le chou-fleur et autres métaphores sexuelles à travers le monde, text by fr:Antonio Fischetti, fr:Les Échappés, 2009
- Marx, mode d'emploi, La Découverte, 2009 (with fr:Daniel Bensaïd)
- Le Cahier de vacances de Charlie Hebdo, fr:Les Échappés, 2009, with fr:Catherine Meurisse, fr:Riss and Luz
- Les Fatwas de Charb, fr:Les Échappés, 2009
- C'est pas là qu'on fait caca! fr:Maurice et Patapon for children, fr:Les Échappés, 2010
- Les dictons du jour, agenda 2011, fr:Les Échappés, 2010
- Sarko, le kit de survie, 12 bis, 2010
- Marcel Keuf, le flic, fr:Les Échappés, 2011
- La salle des profs, 12 bis, 2012
- Lettre aux escrocs de l'islamophobie qui font le jeu des racistes, éditions Les Échappés, 96 pp., 2015